# Хоџавендски рејон
Хоџавендски рејон (азер. Xocavənd rayonu, јерм. Խոջավենդի շրջան), једна је од 78 административно-територијалних јединица Азербејџана, који се до 2023. скоро у целости налазио под контролом самопроглашене државе Нагорно-Карабах. Административни центар рејона се налази у граду Хоџавенд, ког Јермени зову и Мартуни.
Хоџавендски рејон обухвата површину од 1.460 km² и има 40.500 становника (подаци из 2005). 